# Silva Verbič
Silva Verbič (31 marzo 2002) è una combinatista nordica slovena.

## Biografia
Attiva dal settembre del 2016, la Verbič ha esordito in Coppa del Mondo nella gara inaugurale del circuito femminile, disputata il 18 dicembre 2020 a Ramsau am Dachstein (27ª), e ai Campionati mondiali a Oberstdorf 2021, senza completare la gara; ai Mondiali di Planica 2023 si è classificata 26ª nel trampolino normale e 8ª nella gara a squadre mista. A inizio carriera prese parte anche a gare di salto con gli sci.

## Palmarès

### Coppa del Mondo
- Miglior piazzamento in classifica generale: 16ª nel 2022